# آية (اسم)
آيَة هو اسم علم مؤنث من أصل عربي، ومعناه هو العبرة والموعظة أو العلامة والدليل.

## الأصل اللغوي
ومن معاني ودلالات اسم «آية» في اللغة العربية نجد:
- آية: هي العلامة والأمارة، أي الدليل، كقوله تعالى (سَنُرِيهِمْ آَيَاتِنَا فِي الْآَفَاقِ وَفِي أَنْفُسِهِمْ حَتَّى يَتَبَيَّنَ لَهُمْ أَنَّهُ الْحَقُّ أَوَلَمْ يَكْفِ بِرَبِّكَ أَنَّهُ عَلَى كُلِّ شَيْءٍ شَهِيدٌ (فصلت:53).[2]
- آية: هي المعجزة والبرهان قال تعالى (وَجَعَلْنَا أبْنَ مَرْيَمَ وَأُمَّهُ آيَةً) (المؤمنون:50)[2]
- آية: هي العبرة قال تعالى (فَالْيَوْمَ نُنَجِّيكَ بِبَدَنِكَ لِتَكُونَ لِمَنْ خَلْفَكَ آيَةً) (يونس:92)[2]
- آية: هي الجملة والعبارة، وهي وحدة قرآنية منفصلة عمّا قبلها وبعدها بعلامة وعدد آيات القرآن قال تعالى (وَإِذَا بَدَّلْنَا ءَأيَةً مَكَانَ ءَأيَةٍ وَاللهُ أَعْلَمُ بِمَا يُنَزِّلُ قَالُوا إِنَّمَا أَنْتَ مُفْتَرٍ) (النحل:101)[2]

وكذلك قد تعني المعجزة، العلامة الخارقة للإنسان، الرسالة، العِبْرة، والموعظة والدليل.

## في القرآن الكريم
وعند ذكرها مرتبطة بالقرآن فهي بمعنى الجمل والفقرات التي وردت في القرآن، ويفضل للقارئ التوقف في نهاياتها. وعدد الآيات في القرآن 6236 آية، مع 112 بسملة (غير مرقمة)، فالعدد الكلي هو 6348 آية.
وهي الآية القرآنية التي تنتهي بنقطة وقف. ومجموع الآيات يؤلف سورة. وردت في القرآن مفردة وجمعا في عدة منازل 84 مرة:" كقوله:{هَذِهِ نَاقَةُ اللَّهِ لَكُمْ آيَةً} (من سورة الأعراف: الآية 73). وكذلك {تِلْكَ آيَاتُ اللَّهِ نَتْلُوهَا عَلَيْكَ بِالْحَقِّ} (من سورة البقرة الآية 252).

## في اللغات الأخرى
آية من حيث المنطوق هو اسم مؤنث بمعاني متعددة في لغات وثقافات مختلفة:
- اليابانية: (あや, アヤ) آية، Aya. في اللغة اليابانية تعني «التصميم»، «الملون» و«الجميل»
- العبرية: (את איה)، هي أيضا تستخدم في اللغة العبرية وقد تعني «يطير بسرعة» أو «الطيور المحلقة».
- الجرمانية القديمة: في الألمانية القديمة، آية تعني «السيف».
- الأردية: في اللغة الأردية كلمة آية تشير إلى النساء العاملات في الرعاية الصحية أو ممرضة الأطفال الصغار. وفي باكستان عادة في كلمة آية تطلق على العاملات والموظفات في مراكز الطفولة وروض الأطفال.
- في لغة شعب «شمهوفي» بالإنجليزية (Chemehuevi): تعني كلمة آية عندهم نطقا: السلحفاة أو البطيء جدا.
- في لغة أدينكرا الإفريقية (بالإنجليزية Adinkra) تعني كلمة آية في منطوقهم، السرخس، وهو رمز للقدرة على التحمل وسعة الحيلة.
- وفي النيبال تعني لديهم آية بالمنطوق: الأم أو الجدة [6]